# Erich Steidtmann
Erich Steidtmann est un SS-Hauptsturmführer allemand de la Seconde Guerre mondiale, né le 5 novembre 1914 à Weißenfels et mort le 25 juillet 2010 à Hanovre.
On pense qu'il a participé à la liquidation du soulèvement du ghetto de Varsovie, la plus grande révolte de Juifs durant la Seconde Guerre mondiale, qui s'est surtout déroulée du 19 avril au 16 mai 1943, se terminant lorsque la résistance fut écrasée par les troupes allemandes sous le commandement de Jürgen Stroop.

## Biographie
Steidtmann était SS-Hauptsturmführer sous les ordres de Jürgen Stroop à Varsovie.
Dans les mois précédant son décès, des efforts ont été déployés par des procureurs allemands afin de le faire juger pour son implication dans des crimes de guerre.
Il est mort à Hanovre en Allemagne.